# Newton Hamilton
Newton Hamilton is een plaats (borough) in de Amerikaanse staat Pennsylvania, en valt bestuurlijk gezien onder Mifflin County.

## Demografie
Bij de volkstelling in 2000 werd het aantal inwoners vastgesteld op 272.
In 2006 is het aantal inwoners door het United States Census Bureau geschat op 259, een daling van 13 (-4.8%).

## Geografie
Volgens het United States Census Bureau beslaat de plaats een oppervlakte van
0,5 km², waarvan 0,4 km² land en 0,1 km² water. Newton Hamilton ligt op ongeveer 166 m boven zeeniveau.

## Plaatsen in de nabije omgeving
De onderstaande figuur toont nabijgelegen plaatsen in een straal van 12 km rond Newton Hamilton.